# Трясини
Трясини (пол. Trzęsiny, Тшенсіни) — село в Польщі, у гміні Радечниця Замойського повіту Люблінського воєводства. Населення — 104 особи (2011).

## Історія
1902 року в селі зведено дерев'яну православну каплицю.
У міжвоєнні 1918—1939 роки (найімовірніше 1920 року) польська влада в рамках великої акції закриття та руйнування українських храмів на Холмщині і Підляшші перетворила місцеву православну церкву на римо-католицький костел.
За офіційним переписом населення Польщі 10 вересня 1921 року в селі та лісництві налічувалося 25 будинків та 136 мешканців, з них 124 римо-католиків і 12 православних; усі 136 осіб зазначені поляками.
У 1975—1998 роках село належало до Замойського воєводства.

## Населення
Демографічна структура станом на 31 березня 2011 року:
|          | Загалом | Допрацездатний вік | Працездатний вік | Постпрацездатний вік |
| -------- | ------- | ------------------ | ---------------- | -------------------- |
| Чоловіки | 51      | 10                 | 30               | 11                   |
| Жінки    | 53      | 12                 | 24               | 17                   |
| Разом    | 104     | 22                 | 54               | 28                   |